# Vahé Tachjian
Vahé Tachjian, né le 28 janvier 1968 à Beyrouth (Liban), est un historien arménien. Il est le fondateur et directeur du site Houshamadyan, qui vise à reconstruire la vie des Arméniens ottomans avant le génocide.

## Publications
- (hy) Իշխանը : Վանայ Իշխանի կեանքն ու գործունէութիւնը [« Le Prince : La vie et l'œuvre de Vana Ichkhran »], Erevan, Éditions de l'amicale de Mikaël Varandian,‎ 1994, 249 p. (ISBN 978-5807908957, BNF 45323612)
- La France en Cilicie et en Haute-Mésopotamie : Aux confins de la Turquie, de la Syrie et de l'Irak (1919-1933), Éditions Karthala, 2004, 465 p. (ISBN 978-2845864412)
- avec Raymond Kévorkian et Lévon Nordiguian (dir.), Les Arméniens, 1917-1939 : La quête du refuge, Paris / Beyrouth, RMN / Presses de l'Université Saint-Joseph, 2007, 319 p. (ISBN 978-2711853526)
- avec Raymond Kévorkian, Mihran Minassian, Lévon Nordiguian et Michel Paboudjian (dir.), Les Arméniens de Cilicie : Habitat, mémoire et identité, Beyrouth, Presses de l'Université Saint-Joseph, 2012, 167 p. (ISBN 978-9953455297)
- (en) Daily Life in the Abyss : Genocide Diaries, 1915-1918, New York / Oxford, Berghahn Books, 2017, 220 p. (ISBN 978-1785334948)
- (en) avec Bálint Kovács (dir.), Inspiration of God : The one-and-a-half millennia of the Armenian Bible and religious practice, Budapest / Leipzig, Éditions L'Harmattan / Leipziger Universitätsverlag, 2020, 162 p. (ISBN 978-3960233176)